# Prêmio Eli Lilly de Química Biológica
O Prêmio Eli Lilly de Química Biológica (em inglês:  Eli Lilly Award in Biological Chemistry) é um prêmio em ciências concedido anualmente pela seção bioquímica da American Chemical Society e patrocinado pela Eli Lilly and Company.
O prêmio foi estabelecido em 1934 com o intuito de apoiar jovens pesquisadores, que antes dos 38 anos de idade realizaram pesquisas de destaque na área da bioquímica.

## Recipientes
- 1935 William M. Allen
- 1937 Harold S. Alcott
- 1938 Abraham White
- 1939 George Wald (Nobel de Fisiologia ou Medicina 1967)
- 1940 Eric G. Ball
- 1941 David Rittenberg
- 1942 Earl A. Evans
- 1943 Herbert E. Carter
- 1944 Joseph Stewart Fruton
- 1945 Max A. Lauffer
- 1946 John D. Ferry
- 1947 Sidney Colowick
- 1948 Dilworth Woodley
- 1949 Irving M. Klotz
- 1950 William Shive
- 1951 John M. Buchanan
- 1952 David M. Bonner
- 1953 Nathan O. Kaplan
- 1954 Harvey A. Itano
- 1955 William F. Neuman
- 1956 Robert A. Alberty
- 1957 Harold Scheraga
- 1958 Lester J. Reed
- 1959 Paul Berg (Nobel de Química 1980)
- 1960 James Watson (Nobel de Fisiologia ou Medicina 1962)
- 1961 Frederick Crane
- 1962 Jerald Hurwitz
- 1963 William Jencks
- 1964 Bruce Ames
- 1965 Gerald Edelman (Nobel de Fisiologia ou Medicina 1972)
- 1966 Phillips W. Robbins
- 1967 Gordon G. Hammes
- 1968 Charles C. Richardson
- 1969 Mario Capecchi (Nobel de Fisiologia ou Medicina 2007)
- 1970 Lubert Stryer
- 1971 David F. Wilson
- 1972 Bruce Alberts
- 1973 C. Fred Fox
- 1974 James E. Dahlberg
- 1975 Mark Ptashne
- 1976 Joan A. Steitz
- 1977 Robert Gayle Roeder
- 1978 Charles R. Cantor
- 1979 Christopher Thomas Walsh
- 1980 Phillip Allen Sharp (Nobel de Fisiologia ou Medicina 1993)
- 1981 Roger Kornberg (Nobel de Química 2006)
- 1982 Harold M. Weintraub
- 1983 Richard Axel (Nobel de Fisiologia ou Medicina 2004)
- 1984 David Goeddel
- 1985 Gerald Mayer Rubin
- 1986 James Rothman (Nobel de Fisiologia ou Medicina 2013)
- 1987 Jacqueline Barton
- 1988 Peter Walter
- 1989 Michael M. Cox
- 1990 George L. McLendon
- 1991 Peter G. Schultz
- 1992 William F. DeGrado
- 1993 Stuart Schreiber
- 1994 Peter S. Kim
- 1995 Jeremy Mark Berg
- 1996 Gregory L. Verdine
- 1997 Allana Schepartz
- 1998 John Kuriyan
- 1999 Chaitan Khosla
- 2000 Xiaodong Wang
- 2001 Jennifer Doudna
- 2002 Kevan M. Shokat
- 2003 Andreas Matouschek
- 2004 Benjamin Cravatt
- 2005 Dewey G. McCafferty
- 2006 Linda Hsieh-Wilson
- 2007 Anna K. Mapp
- 2008 Paul J. Hergenrother
- 2009 Scott K. Silverman
- 2010 Alice Y. Ting
- 2011 Nathanael Gray
- 2012 Christopher Chang
- 2013 Matthew D. Disney
- 2014 Yi Tang
- 2015 Minkui Luo
- 2016 Elizabeth M. Nolan
- 2017 Howard Hang